# 다리우스 미요

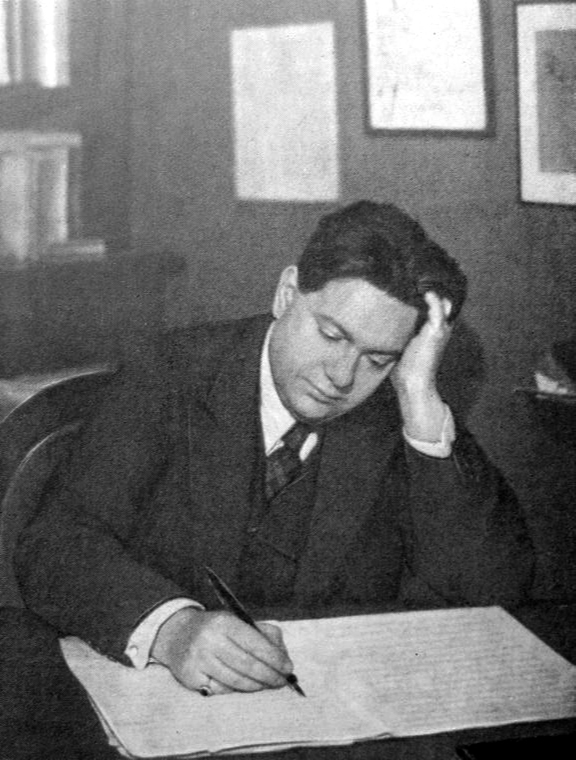
다리우스 미요

다리우스 미요(프랑스어: Darius Milhaud 다리위스 미요[*], 프랑스어 발음: [daʁjys mijo], 1892년 9월 4일 ~ 1974년 6월 22일)는 프랑스의 유대인 고전 음악 작곡가이다. 프랑스 6인조 가운데 하나였으며 20세기의 가장 영향력있는 작곡가 가운데 하나로 꼽힌다.

## 일대기
프랑스의 엑상프로방스에서 태어나 파리시에서 Charles Widor와 뱅상 댕디에게 음악을 배웠다. 그는 6인조가 생기기 전부터 에리크 사티와 친했으며 6인조 가운데 유일하게 사티와 반목하지 않은 작곡가였다.
미요는 1922년 미국에서 재즈를 접했다. 1939년 독일을 떠나 1940년 미국으로 이민을 갔다. 1947년부터 1971년까지 캘리포니아주 오클랜드의 Mills College와 파리 콘소바토리를 오가며 음악을 가르쳤다. 말년에는 건강이 악화되어 휠체어 생활을 해야 할 정도가 되자 은퇴했다. 그가 가르친 제자 가운데에는 스티브 라이히(Steve Reich), 카를하인츠 슈톡하우젠(Karlheinz Stockhausen), 버트 바카락(Burt Bacharach), 데이비드 브루벡, 모턴 수보트닉(Morton Subotnick), 이안니스 크세나키스 등이 있다.
1974년 여름, 제네바에서 81세를 일기로 생애를 마치고, 고향인 엑상프로방스에 묻혔다.

## 작품 경향
그의 작품은 복조성의 쓰임이 두드러지며 재즈의 영향을 받았다. 그는 많은 작품을 썼는데, 주요 작품으로는 오페라 《죄 있는 어머니 작품번호 412》, 발레음악 《지붕 위의 소 작품번호 58》, 《세계의 창조 작품번호 81a》, 관현악곡 《프로방스 모음곡 작품번호 152c》, 피아노곡 《브라질 향수 작품번호 67》, 피아노 이중주곡 《스카라무슈 작품번호 165b》, 목관 5중주곡 《르네 왕의 굴뚝 작품번호 205》, 오보에·바이올린·비올라·첼로·더블베이스를 위한 《야곱의 꿈 작품번호 294》, 가곡집 《농기계 작품번호 56》 등이 있다. 이 밖에도 12곡의 교향곡, 6곡의 실내 교향곡, 21곡의 현악 사중주(번호 붙은 것 18개, 붙지 않은 것 3개), 5곡의 피아노 협주곡을 비롯해 다수의 발레·오페라·가곡·합창곡·실내악곡·협주곡·관현악곡 등이 있다.

## 그 밖의 저서
음악 작품이 아닌 것으로 자서전인 《Notes Without Music》이 있다.